# Wai Apu
Wai Apu är ett vattendrag i Indonesien.   Det ligger i provinsen Moluckerna, i den östra delen av landet, 2 300 km öster om huvudstaden Jakarta. Wai Apu ligger på ön Pulau Buru.